# Pla d'Estanys
El Pla d'Estanys és una plana del municipi d'Albanyà, situada a 1.010 msnm a la comarca de l'Alt Empordà.